# Aristelliger barbouri
Espèce
Aristelliger barbouri est une espèce de geckos de la famille des Sphaerodactylidae.

## Répartition
Cette espèce est endémique des Bahamas.

## Description
C'est une espèce arboricole, nocturne et insectivore.

## Étymologie
Cette espèce est nommée en l'honneur de Thomas Barbour.

## Publication originale
- Noble & Klingel, 1932 : The reptiles of Great Inagua Island, British West Indies. American Museum Novitates, n. 549, p. 1-25 (texte intégral).